# August Schwerdtfeger
August Friedrich Theodor Schwerdtfeger (* 4. Dezember 1816 in Wensin bei Segeberg, Herzogtum Holstein; † 9. Mai 1889 in Kassel) war ein deutscher Rittergutsbesitzer.

## Leben
Als zweiter Sohn unter elf Kindern des Rittergutsbesitzers auf Wensin und Travenort, Wulf Christoph Wilhelm Schwerdtfeger (1786–1851) und seiner Ehefrau Sophia Catharina Augusta Bartels (1791–1866) geboren, besuchte er die Schule in Schloss Plön. Er studierte ab 1838 an der Christian-Albrechts-Universität zu Kiel die Rechte und wurde 1839 Mitglied des Corps Holsatia. Nach dem Studium war Schwerdtfeger zunächst Pächter in Gnissau und später Rittergutsbesitzer auf Travenort in Travenhorst. Nach dem Verkauf des Rittergutes lebte er als Privatier zunächst in Hamburg und zuletzt in Lübeck.
Während der Schleswig-Holsteinischen Erhebung diente er 1848 als Leutnant im 14. Infanterie-Bataillon der Schleswig-Holsteinischen Armee. Nach Eingliederung der Herzogtümer Schleswig und Holstein als preußische Provinz Schleswig-Holstein war Schwerdtfeger von 1867 bis zu seinem Tod 1889 Mitglied des Preußischen Herrenhauses. Mit der Übersiedelung in die Hansestädte Hamburg und später Lübeck musste er die Ausübung seiner Berechtigung ruhen lassen, weil dieses nur mit einem Wohnsitz innerhalb des Königreichs Preußen möglich war. Schwerdtfeger war vermählt mit Maria Sophia geb. Bartels aus Borghorst. Der Ehe entsprossen ein Sohn und zwei Töchter, die zwischen 1847 und 1853 in Gnissau getauft wurden.